# 紀元前86年
紀元前86年（きげんぜん86ねん）は、ローマ暦の年である。

## 他の紀年法
- 干支 : 乙未
- 日本
  - 崇神天皇12年
  - 皇紀575年
- 中国
  - 前漢 : 始元元年
- 朝鮮
  - 檀紀2248年
- 仏滅紀元 : 459年
- ユダヤ暦 : 3675年 - 3676年

## できごと

### ローマ
- 執政官 - ルキウス・コルネリウス・キンナ（2度目）とガイウス・マリウス（7度目）
- 第一次ミトリダテス戦争
  - 3月1日 - ルキウス・コルネリウス・スッラがポントス軍からアテナイを奪還し、僭主のアリスティオンを追放した。
  - ルキウス・リキニウス・ルクッルスはテネドスの海戦でポントスの海軍を破った。
  - スッラ率いるローマ軍は、カイロネイアの戦いで、ポントスのアルケラオスの軍を破った。

## 誕生
- 10月1日 - ガイウス・サッルスティウス・クリスプス：ローマの歴史家（紀元前34年没）

## 死去
- 1月13日 - ガイウス・マリウス：ローマの軍人、政治家（紀元前157年生）
- 3月1日以降 - アリスティオン：アテネの僭主、哲学者
- 司馬遷：中国の歴史家（紀元前145年生）